# ابر خاگی

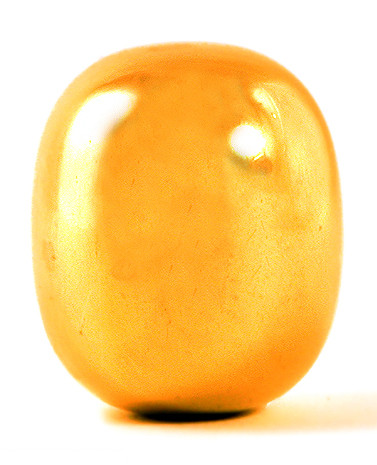
ابر خاگی برنجی که پیت هاین آن را ساخته‌است.

در هندسه، ابر خاگی یا ابر تخم‌مرغی یک جسم حاصل از دوران است که با چرخش یک ابربیضی با توان بزرگتر از ۲ حول طولانی‌ترین محور خود به دست می‌آید.
برخلاف یک کره‌گون، ابر خاگی کشیده می‌تواند به صورت قائم بر روی یک سطح صاف یا بالای یک ابر خاگی دیگر قرار گیرد. این امر به دلیل صفر بودن انحنای آن است. این شکل توسط شاعر و ریاضیدان دانمارکی پیت هاین (۱۹۰۵–۱۹۹۶) ابداع شد. در دهه ۱۹۶۰ ابر خاگی‌ها به عنوان " اسباب بازی رومیزی " فروخته می‌شدند. در سال ۱۹۷۱ یک ابر خاگی یک تنی ساخته شده از فولاد و آلومینیوم، به مناسبت سخنرانی پیت هاین، در سالن کلوین در گلاسگو قرار گرفت.

## توصیف ریاضی
ابر خاگی یک ابر بیضی است که سطح مقطع افقی آن دایره است و با نابرابری زیر تعریف می‌شود:
{\displaystyle \left|{\frac {\sqrt {x^{2}+y^{2}}}{r}}\right|^{p}+\left|{\frac {z}{h}}\right|^{p}\leq 1}
به‌طوری که r شعاع افقی در «استوا» است و h برابر نصف ارتفاع است. توان p درجه پهن شدن در نوک و خط استوا را تعیین می‌کند.
اگر تعریف را از یک نابرابری به معادله تغییر دهیم آنگاه به جای یک جسم توپر یک سطح دورانی خواهیم داشت.